# 5. okręg wyborczy w Kolorado
Piąty okręg wyborczy w Kolorado co dwa lata wybiera swojego przedstawiciela do Izby Reprezentantów Stanów Zjednoczonych. Okręg został utworzony po spisie ludności w 1970 roku, gdy stan Kolorado zyskał piątego przedstawiciela w Izbie Reprezentantów. Pierwsze wybory w okręgu przeprowadzono jesienią 1972 roku. Przedstawicielem okręgu w 110. Kongresie Stanów Zjednoczonych jest republikanin, Doug Lamborn.

## Chronologiczna lista przedstawicieli
|   | Przedstawiciel           | Data objęcia urzędu | Data opuszczenia urzędu | Partia polityczna    |
| - | ------------------------ | ------------------- | ----------------------- | -------------------- |
| 1 | William Lester Armstrong | 3 stycznia 1973     | 3 stycznia 1979         | Partia Republikańska |
| 2 | Kenneth Bentley Kramer   | 3 stycznia 1979     | 3 stycznia 1987         | Partia Republikańska |
| 3 | Joel M. Hefley           | 3 stycznia 1987     | 3 stycznia 2007         | Partia Republikańska |
| 4 | Doug Lamborn             | 3 stycznia 2007     |                         | Partia Republikańska |